# Asko Parpola
Asko Parpola (1941–) es un indólogo y sindólogo finlandés, actual profesor emérito en Indología y Estudios del Sur de Asia en la Universidad de Helsinki. 

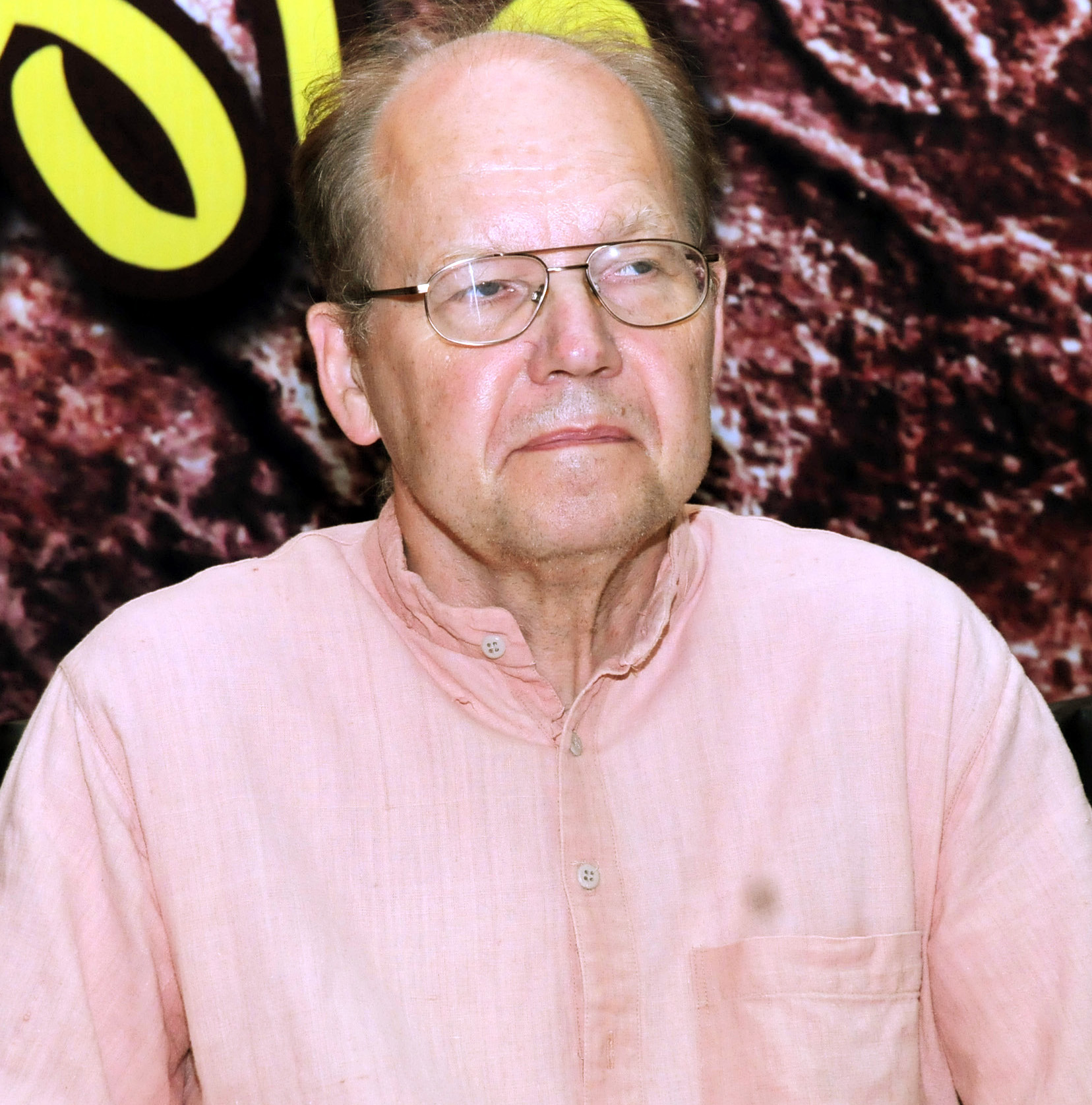
El profesor Asko Parpola en la Conferencia Mundial de Tamil Clásico, en Coimbatore (India), febrero de 2010.

Se especializa en la escritura de la cultura del valle del Indo (III milenio a. C.). Dos contribuciones significativas de Parpola en el campo del desciframiento de la escritura del Indo son la creación de la clasificación (actualmente mundial) de los sellos utilizados en el valle del Indo y su muy discutida propuesta de desciframiento del idioma correspondiente a la escritura.
Es hermano del epigrafista de idioma acadio Simo Parpola.
El 23 de junio de 2010, Asko Parpola recibió el premio «Kalaignar M. Karunanidhi» de tamil clásico correspondiente al año 2009 en la Conferencia Mundial de Tamil Clásico, en Coimbatore (India).
En términos generales, sus intereses de investigación y enseñanza están comprendidos en los siguientes temas:
- Escritura y religión de la civilización del Indo, corpus de sellos e inscripciones
- Los Vedas, los rituales védicos, el Sama-veda, textos y rituales del Yaiminíia-sama-veda, Purva-mimamsa.
- Religiones del sur de Asia, hinduismo, las tradiciones Saiva y Sakta; la diosa Durgá.
- El Sur de la India, Kerala, Tamil Nadu, Karnataka.
- Los idiomas sánscrito, malaialam, tamil, prehistoria de las lenguas indígenas.
- Arqueología prehistórica del sur de Asia (y —en sentido amplio― de Asia central) y la migración de los arios indoeuropeos.